# Suma Independència
Suma Independència (SI) és un moviment social i polític de caràcter transversal que cerca assolir una majoria parlamentària per tal de proclamar la independència de la nació catalana.

## Objectius
Suma Independència pretén la unitat de tots els independentistes en una gran coalició, fent una crida a tots els partits polítics i associacions independentistes perquè deixin de banda les seves estratègies de partits i posin com a prioritat l'alliberament nacional català. Suma Independència no pretén presentar-se a les eleccions, sinó la creació d'una alternativa política, en format de gran coalició independentista, on conflueixin els màxim nombre d'organitzacions, partits i persones a títol individual que defensin la independència.

### Relació amb grups polítics independentistes
Malgrat que Suma Independència encara es troba en un estat embrionari, ja ha començat el període de contactes i converses amb diferents partits i associacions per tal d'explicar el seu projecte, davant l'expectativa que té arreu del territori. Un dels contactes que més s'ha treballat és el de Reagrupament, si bé encara sense fruits concrets. Cal tenir present que el plantejament ideològic de Suma Independència no és el mateix que el de Reagrupament, encara que s'hi poden semblar en el fons fins al punt que Enric Canela, promotor de Suma Independència, va manifestar en públic la seva posició favorable a l'acord electoral. Fins i tot els vincles entre ambdues organitzacions són notables, tenint present la seva afinitat ideològica. Així, algunes persones han mostrat el seu suport a les dues organitzacions, com l'historiador Francesc Xavier Hernàndez o el filòleg Xavier Rull, i força col·laboradors de la plataforma Deu Mil a Brussel·les, promoguda per Enric Canela, són membres de Reagrupament, com és el cas de Manel Bargalló.

## Orígens i suports
Els promotors del manifest són Enric Canela, promotor de la plataforma Deu Mil a Brussel·les i del Cercle d'Estudis Sobiranistes; Santiago Espot, president de Catalunya Acció; Josep Manel Ximenis, regidor de la CUP Arenys de Munt i artífex de la primera consulta sobre la independència; Josep Dalmau i Olivé; Enric Fontanals; Robert Bonet i algunes persones més. El manifest de suport a aquest moviment es presentà el 17 de desembre de 2009 a la sala d'actes del Col·legi de Periodistes de Catalunya.
El manifest va assolir en un mes el suport de més de dos milers de persones. Entre els suports més destacats hi ha els filòlegs Joan Solà i Xavier Rull, l'enginyer Josep Amat, el físic Josep Enric Llebot, els escriptors Isabel-Clara Simó i Enric Larreula, els historiadors Armand de Fluvià, Francesc Xavier Hernàndez, José María Murià i Jordi Bilbeny, el biòleg Joaquim Azcón, l'ambientalista Martí Boada, l'economista Lluís Alòs, l'exdiputat Jaume Rodri i l'editor Víctor Terradellas i Maré.